# Cherry – Dunkle Geheimnisse
Cherry – Dunkle Geheimnisse (Originaltitel: About Cherry) ist ein US-amerikanischer Spielfilm aus dem Jahre 2012. Regie führte Stephen Elliott, der das Drehbuch zusammen mit Lorelei Lee verfasst hatte. Die Titelrolle spielte Ashley Hinshaw, außerdem wirkten unter anderem James Franco, Heather Graham und Dev Patel mit.

## Handlung
Die achtzehnjährige Angelina flieht zusammen mit ihrem besten Freund Andrew aus ihrer Heimatstadt und vor ihrer Familie, die aus ihrer kleinen Schwester, ihrer alkoholkranken Mutter und ihrem gewalttätigen Stiefvater besteht. In San Francisco mieten Angelina und Andrew, der heimlich in sie verliebt ist, ein Zimmer. Sie beginnt, in einem Nachtclub zu arbeiten. Dort lernt Angelina den Anwalt Francis kennen, mit dem sie eine Beziehung beginnt. Unter der Trennung von ihrer Schwester, die nach Aussage der Mutter nicht mit Angelina reden möchte, leidet sie.
Angelina, die bereits in der Vergangenheit mit Nacktfotos Geld verdient hat, lernt die Pornoregisseurin und -darstellerin Margaret kennen und beginnt, nebenbei in Pornofilmen aufzutreten. Dazu nimmt sie das Pseudonym Cherry an. Anfangs dreht sie Masturbationsszenen, später auch Szenen mit anderen Frauen. Margaret verliebt sich unterdessen in sie. Das zerstört Margarets Beziehung zu ihrer langjährigen Partnerin Jillian.
Bei einem unangekündigten Besuch in San Francisco bittet ihre Mutter Angelina um finanzielle Unterstützung, angeblich zur Behandlung von Magenproblemen der kleinen Schwester. Diese erklärt Angelina jedoch später, mit ihrem Magen sei alles in Ordnung, und sie wolle die Familie auch bald verlassen. Angelina rät ihrer Schwester, zunächst die High School zu beenden.
Schließlich beginnt Angelina, vor der Kamera auch Sex mit Männern zu haben. Francis ist damit nicht einverstanden. Es kommt zum Streit und in dessen Folge zu einem Autounfall, den Angelina leicht verletzt übersteht. Früher als erwartet zu Hause erwischt sie dort Andrew dabei, wie er sich zu einem ihrer Pornofilme selbst befriedigt. Daraufhin erklärt sie, mit ihm nicht mehr zusammenleben zu können, und verlässt die Wohnung.
In einer Bar trifft sie Margaret, mit der sie eine lesbische Beziehung beginnt. In der letzten Szene des Films ist zu sehen, wie Cherry bei einem Pornofilm Regie führt.

## Hintergrund

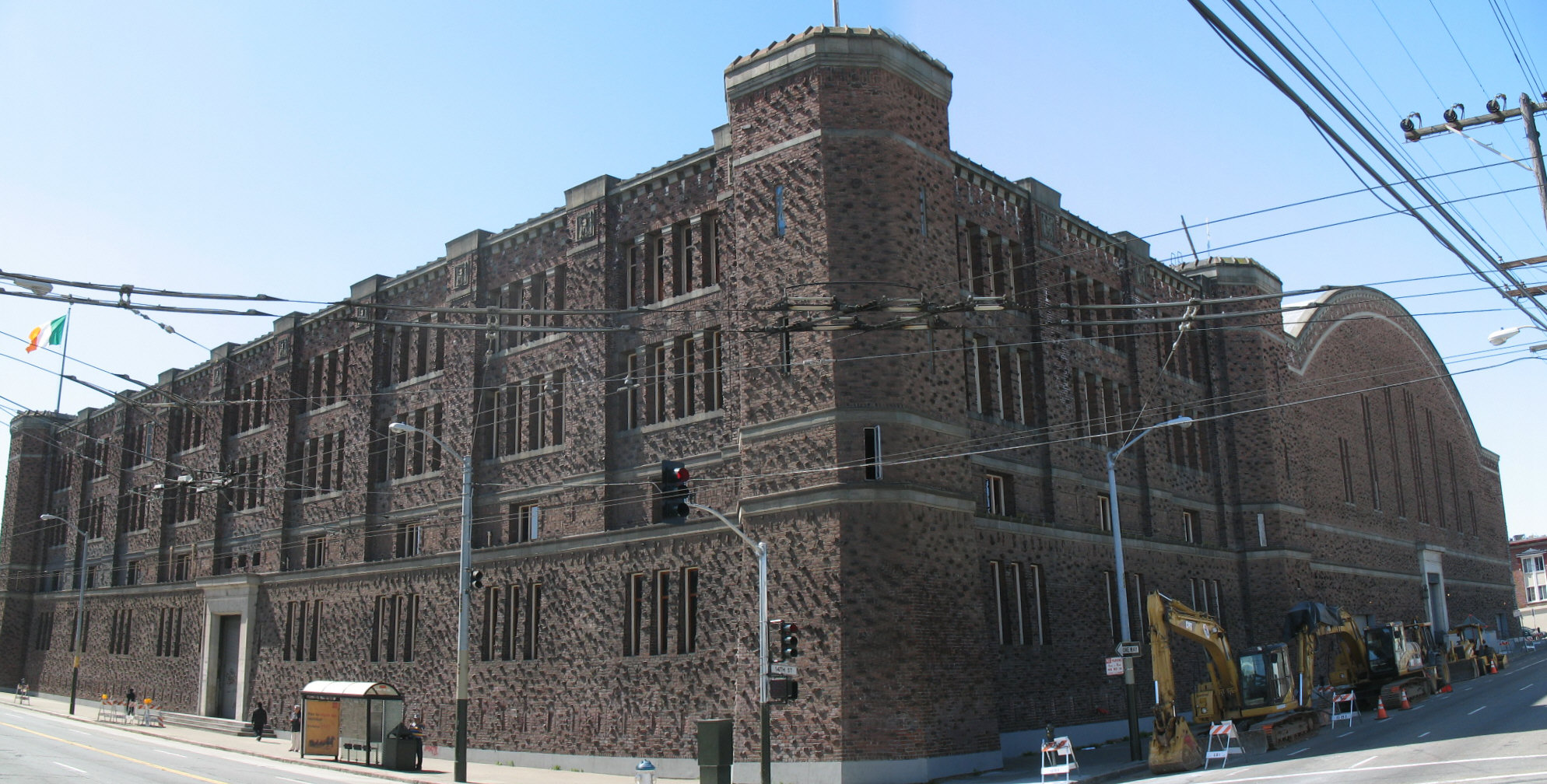
San Francisco Armory

Der Film erzählt zwar nicht die Lebensgeschichte von Lorelei Lee, basiert jedoch teilweise auf den Erfahrungen der Drehbuchautoren. Lorelei Lee war, als das Drehbuch entstand, bereits seit mehr als zehn Jahren als Pornodarstellerin und -regisseurin tätig. Auch Elliott hat Kontakte zur Pornoindustrie.
Einer der Drehorte war das San Francisco Armory. Dort hat das Unternehmen Kink.com, für das Lorelei Lee tätig ist, seinen Sitz.

## Rezeption
Von den Kritikern wurde der Film überwiegend schlecht aufgenommen. Der Rezensent der New York Times fand zwar, der Film sei gut gespielt, kritisierte jedoch die unkritische Sicht auf die Pornoindustrie. Die schauspielerischen Leistungen von Heather Graham als Margaret und Lili Taylor als alkoholkranke Mutter von Angelina, vor allem jedoch der relativ unbekannten Hauptdarstellerin Ashley Hinshaw, wurden auch von James Berardinelli in einer Rezension für die Internetseite Reelviews hervorgehoben. Weniger gut fand Berardinelli die Darstellungen James Francos und Dev Patels. Eine große Schwäche sah Berardinelli in den nur oberflächlich herausgearbeiteten Beziehungen zwischen den Hauptcharakteren.
Roger Ebert von der Zeitung Chicago Sun-Times schrieb, von den Liebesbeziehungen im Film sei abgesehen von Andrews Verehrung für Cherry keine überzeugend.

## Kritik
„Einschlägige Ingredienzien des C-Trash-Films werden mit prominenten Darstellern und einem versierten Regisseur halbwegs auf B-Niveau gehievt.“

## Veröffentlichung
Der Film wurde im Februar 2012 als Weltpremiere auf der Berlinale 2012 gezeigt. Weitere Festivals, auf denen der Film gezeigt wurde, waren das San Francisco International Film Festival, das Stockholm International Film Festival, das Taipei Film Festival sowie das Pornfilmfestival Berlin.
Der offizielle Kinostart war am 21. September 2012. Der Film wurde auch unter dem Titel About Cherry gezeigt.